# TOZ-Jedies
TOZ−Jedies (Wiadomości TOZu) – miesięcznik w języku jidysz poświęcony zagadnieniu ochrony zdrowia ludności żydowskiej w Polsce, wydawany w Warszawie w latach 1927−1939.
Periodyk wydawany był przez Towarzystwo Ochrony Zdrowia Ludności Żydowskiej w Polsce (TOZ). Od 1932 roku część artykułów miała streszczenia w języku polskim. Redaktorem był Lejb Wulman, potem Szmul Lakierman. Z czasopismem współpracowali m.in. Jakub Appenszlak, Salomon Czortkower, Henryk Higier, Ludwik Hirszfeld, Emanuel Ringelblum, Cemach Szabad, Abraham Wirszubski.